# Lega (peuple)
Pour les articles homonymes, voir Lega.
Les Lega sont une population forestière bantoue d'Afrique centrale, établie principalement en république démocratique du Congo (RDC), à l'Est du fleuve Lwalaba (le fleuve Congo), jusqu'en altitude dans les monts Mitumba, dans les provinces du Nord-Kivu, du Sud-Kivu (Territoires de Shabunda et de Mwenga) et du Maniema(Territoire de Pangi)

Le totem des Lega est le pangolin.

## Ethnonymie
Selon les sources, on observe les variantes suivantes : Balega, Baleka, Balegga, Barega, Kalega, Kilega, Ileka, Kirega, Legas, Mwenga Lega, Rega, Shabunda Lega, Valega, Vuaregga, Walega, mulega,Warega.

## Histoire
Les Lega quittent la région du Nil blanc (Nord-Est de la république démocratique du Congo et Nord-Ouest de l'Ouganda), et plus précisément du royaume de Bunyoro, au cours du XVIe siècle pour s'installer sur la rive Est du Lwalaba. Ils ont puisé un fort sentiment d'identité nationale dans les conflits ethniques ayant secoué le pays dans les années 1960 (Crise congolaise). Ce sentiment d'identité nationale les poussa à la veille de l'indépendance, en 1960, à transformer l'association mutualiste UNERGA (Union des enfants du peuple Rega), créée en 1945 à Bujumbura (Burundi), en un parti politique rassemblant toute l'élite Lega. Ils se considèrent comme une des grandes nations du bassin oriental du fleuve Congo. Depuis les crises à répétition consécutives à l'indépendance de la RDC, le 30 juin 1960, les Lega font partie des peuples réclamant une nouvelle réorganisation administrative en RDC, fondée sur des critères objectifs : homogénéité culturelle, démographie suffisante, superficie convenable, viabilité économique, … À la conférence nationale de 1992, les Lega réitérèrent les mêmes revendications pour un État fédéral du Congo pluriethnique et multinational où le Bulega formerait une province ou un État fédéré. La conscience d'une identité durable et forte fondée sur un capital culturel commun est source de richesse et participe à la diversité qui fonde une nation équilibrée et tolérante. Jusqu'à l'éclatement de la guerre civile en 1994, de fortes colonies Lega vivaient au Burundi et au Rwanda .
Les Balega sont un peuple de la RDC. Ils parlent la langue Kilega et habitent le pays (l'espace) Bulega. Leur population est aujourd'hui estimée à plus de deux millions de personnes, dispersées à l'intérieur des frontières congolaises. Le terme Kilega (Ileka) désigne à la fois la langue et la tradition, la culture et la civilisation du peuple Balega. Avec la colonisation, le Bulega a été morcelé et attribué à plusieurs provinces du Centre-Est de la RDC :   
•	les chefferies de Wakabango I  et Bakisi dans le territoire de Shabunda, dans les cheferries de Lwindi, Basile et Wamuzima dans le territoire de Mwenga, la région de Kinda du clan Lega de Bana-Isuma du groupement de Mulamba en chefferie de Ngweshe dans territoire de Walungu et la région de Nkoto du clan de Bana-Ngozi du groupement de Irhegabarhonyi en chefferie de Nindja dans le territoire de Kabare dans la province du Sud-Kivu;
•	les secteurs de Beia, Babene, Ikama et Wakabango II dans le territoire de Pangi et le secteur de Baleka dans le territoire de Punia (Baleka-Mituku)dans la province du Maniema; 
•	le secteur de Bakano dans le territoire de Walikale dans la province du Nord-Kivu ; 
•	et enfin les secteurs de Mituku-Basikate et Mituku-Bamoya en territoire de Ubundu, la province du Tshopo.

## Migrations
Selon la tradition orale, les Balega seraient venus du Nord dans la région de Makye-Uele pour s'installer dans le Bulega du bassin oriental du Moyen-Lwalaba. Le mot Makye (maze) ou Makyi (mazi) signifie l'eau et Uele est le nom d'une rivière affluent de la rivière Ubangi, lui-même grand affluent du Congo. L'expression Makye-Uele désignerait le pays des masses d'eaux ou des lacs et de la rivière Uele. Ce pays correspond à la région du cours supérieur du Nil blanc, des lacs du Nord-Est de l'actuelle république démocratique du Congo et du Nord-Ouest de la République de l'Ouganda), et le Haut-Uele. C'est cette région à la confluence de deux bassins fluviaux (le Nil blanc et le Congo) qui est désignée comme le Bulega ancien ou antique avant l'invasion de Bacwezi, au début du deuxième millénaire post christum natum. Par sa géographie, le Bulega ancien ou antique se trouve au carrefour de deux axes fluviaux historiques, celui du Congo et celui du Nil blanc, ce qui lui a permis d'être un centre de contacts entre les civilisations. Les Balega seraient partis du Bulega ancien ou antique, le pays de la dynastie Kabalega, en laissant aux nouveaux conquérants un roi ou empereur Kabalega qui règne encore sur le Bunyoro en République d'Ouganda. Le nom Kabalega désigne l'origine du roi ou empereur, Kana ka Balega, ce qui signifie le fils de Balega.
Le Bulega ancien ou antique s'étendait de part et d'autre de la rivière Kalemba, connue actuellement sous le nom de Semliki, au pied du massif Rwenzori ou Lunsolo (runsoro) dans la tradition Lega, jusqu'aux rives occidentales du lac Albert, et était habitée par plusieurs peuples. Ce sont les Balega qui ont donné au Bunyoro un roi ou empereur. Malgré la victoire militaire de Bacwezi sur les peuples autochtones, ils laissèrent à la tête du puissant empire qu'ils formèrent la dynastie régnante d'origine Balega. D'où l'origine du nom  dynastique Kabalega des princes du Bunyoro. C'est le Bulega du Bunyoro que l'on appelle le Bulega ancien ou antique (du lac Edouard jusqu’au lac Albert, de part et d'autre de la rivière Kalemba, Semliki, entre l'Ouganda et la RDC).
Selon la tradition orale, les migrations de Balega se sont faites pendant des siècles, par vagues successives, en suivant deux directions migratoires principales à partir du Bulega ancien ou antique. Comme pour toutes les migrations, les migrants ont besoin des repères naturels fixes et stables. Les migrations de Balega se sont faites en suivant les cours d'eau et des montagnes.

### La direction migratoire occidentale

#### La conquête du Lwalaba
La première direction des migrations de Balega est la direction migratoire occidentale. Elle est la plus ancienne et celle suivie par les premières vagues migratoires. La direction migratoire occidentale part du Bulega ancien ou antique en direction de l'Ouest vers le Lwalaba. La direction migratoire occidentale a connu deux lignes migratoires selon les cours de rivières Lindi et Aruwimi. Les deux rivières sont des affluents de droite du Lwalaba, et leurs sources se trouvent dans le Bulega  ancien ou antique. L'Aruwimi est connue dans la tradition Lega sous le nom de Lohale et prend sa source dans la région de Bunia où elle porte le nom d'Ituri. La Lindi prend sa source un peu plus au Sud dans la forêt de Kunda à l'Ouest du massif Rwenzori ou Lunsolo (runsoro) dans la tradition Lega. La Elles se jettent toutes les deux dans le Lwalaba, respectivement au niveau de Kisangani et de Basoko.
Selon la tradition, les Balega dans leur première dispersion vont se rencontrer encore dans la région de Lubunga (Lubunga masanganano, ce qui signifie, l'espace ou lieu de rencontre) où les deux rivières se jettent dans le Congo. Lubunga est le nom de cette région où les esclavagistes arabes  et arabisés vont créer la ville de Kisangani quelques siècles plus tard. Les deux lignes de la  direction migratoire occidentale atteignent un but commun, la conquête du Lwalaba. Cette première étape de la trajectoire migratoire, du Bulega ancien ou antique jusqu'au Lwalaba est considérée par la tradition comme l'étape de la conquête du Lwalaba.

#### Un peuple riverain du Lwalaba
La deuxième étape de la trajectoire migratoire de la direction occidentale est celle de la formation d'un peuple de riverains du Lwalaba. Les migrants Balega vont se sédentariser dans la région du moyen Lwalaba, de Basoko à Lindi à la confluence du Lwalaba et la rivière Ulindi (Lwindi). Certaines vagues de conquérants Balega remontèrent le Lwalaba jusqu'à sa confluence avec la rivière Elila (Lwelela). Les Balega qui vont se sédentariser dans la région du moyen Lwalaba vont former un peuple de riverains du Lwalaba dénommé Bene-Mituku, Bene-Metoko, Baleka ou Baleka-Mituku, connu sous le sobriquet Baleka ya mayi. Les Bene-Mituku, Bene-Metoko ou Baleka-Mituku est une portion du peuple Lega que l'on trouve à cheval de la province du Maniema (le Nord du uterritoire de Punia) et la province Orientale (territoire d'Ubundu).

#### La conquête du pays de l'Ulindi et de l'Elila
La troisième étape de la trajectoire migratoire de la direction occidentale est celle de la conquête du pays de l'Ulindi (Lwindi) et de l'Elila (Lwelela). Les migrants Balega vont aller à la conquête des terres et occuper les pays des bassins des rivières Ulindi (Lwindi) et Elila (Lwelela), le pays de basse altitude entre le moyen Lwalaba  et les lacs Kivu et Tanganyika. Selon la tradition orale, C'est à l'embouchure de la rivière Ulindi (Lwindi) que se situe le centre de la dispersion migratoire des Balega dans le bassin du moyen Lwalaba. Les migrants Balega se divisèrent en deux groupes: les conquérants qui voulaient continuer la migration et les sédentaires qui voulaient s'installer définitivement. Les conquérants sont représentés par la figure mythique de Kyendakyenda (Kendakenda ou Mwenda). Les sédentaires sont représentés par la figure mythique de Lulimba (Lulinda). En effet le nom Kyendakyenda (Kendakenda ou Mwenda) attribué aux conquérants provient étymologiquement du verbe kwenda, partir en français, et il signifie celui qui aime partir, voyager ou celui qui est toujours sur la route. Le nom Lulimba attribué aux sédentaires provient étymologiquement du verbe kulimba, rester en français, et il signifie ce ou celui qui est resté. Le nom Lulinda attribué aux sédentaires provient étymologiquement du verbe kulinda, attendre en français, et il signifie celui qui est attend, qui reste sur place en attente.

##### Les conquêtes deKyendakyenda

###### Les précurseurs
Par vagues successives, certains migrants Balega vont remonter la rivière Ulindi (Lwindi) et d'autres le Lwalaba jusqu'à la confluence avec la rivière Elila(Lwelela). Les Kyendakyenda (Kendakenda ou Mwenda) vont occuper tous les bassins des rivières Ulindi (Lwindi) et Elila (Lwelela) en remontant jusqu'en amont des cours de ces rivières en direction du levant du soleil. Ils voulaient savoir ce qu'il y avait en amont de ces cours d'eau qui déversent une masse abondante d'eaux dans le Lwalaba. Il fallait chercher ces sources intarissables de ces eaux. Un proverbe Lega dit en effet:Wanywa usi (kusi)tumanye bili u tata (ntata), ce qui signifie, " si tu bois en aval dans une rivière, tu ne sais pas ce qu'il y a en amont". Ils allèrent à la conquête de la région de Tata (Ntata), la région montagneuse ou les altitudes du Bulega, les bassins de l'Ulindi supérieur et de l'Elila supérieur. 

Ces Kyendakyenda (Kendakenda ou Mwenda) conquièrent des territoires entiers après de guerres sanglantes qu'ils remportèrent au prix des sacrifices sur des populations locales moins nombreuses qu'eux en chiffres et par des alliances. Tous les groupes de ces conquérants Kyendakyenda (Kendakenda ou Mwenda) ont des noms d'origine guerrière. Parmi eux, nous trouvons :
1°. Les fils de Kyendakyenda (Kendakenda ou Mwenda) : Ils se considèrent comme les descendants biologiques d'une personne historique du nom de Kyendakyenda (Kendakenda ou Mwenda). C'est le groupe le plus important numériquement au Bulega. C'est le clan que l'on retrouve dans presque tous les territoires de Balega   (Mwenga, Shabunda,  Walungu et Pangi)et de Babembe (Fizi et Itombwe). Ils sont appelés BashiMwenda dans le territoire de Mwenga, BanaMwenda, Baliga dans le territoire de Shabunda, BaMwenda dans le territoire de Pangi, Ban'Isuma, Isuma lya Mwenda, qui sont de Baliga dans le territoire de Walungu, BasiMwenda dans l'Itombwe et Balala, tonga ya Mwenda dans le territoire de Fizi.
La tradition associe Kyendakyenda (Kendakenda ou Mwenda) à son frère cadet Kumbilwa. Leurs exploits de guerre sont restés légendaires dans l'histoire de Balega. Un proverbe l'illustre: Umbilwa makyi, na Lubanda mataa na 'IaMwenda 'ia luangala, ce qui signifie, "l'armée de Bashikumbilwa s'impose par son nombre, celle de Bashilubanda par sa ténacité, celle de Bashimwenda par sa rigidité comme une roche". 
2° Les fils de Mbula: Ils se considèrent comme les descendants biologiques d'une personne historique du nom de Mbula. Ils se sont illustrés par les techniques guerrières de tendre les embuscades légendaires. Un proverbe dit en effet: Mbula masosoa, ce qui signifie, "surgir sans annoncer comme une pluie inattendue". Le groupe de Mbula comprend les clans: Bashiasa, Bashilubanda, Balimbikyi (Balimbizi), Bashitabyale (Basitabyale), Bashibugembe, Bashitonga, Bakeshi (Bagezi).

###### Les pacificateurs
Des vagues successives de migrants Balega vont poursuivre les précurseurs et remontent la rivière Ulindi (Lwindi) jusqu'à sa confluence avec la rivière Lugulu. Certains groupes de migrants Balega vont remonter la Lugulu jusqu'au pied de la montagne Nyangali où les rivières Lugulu et Lukigi ont leurs sources. Ils vont s'appeler Bizalugulu, les gens du pays de la Lugulu. En effet, la tradition considère que les Bizalugulu sont des Babundu, des autochtones du pays Bubundu (Ubundu), peuples riverains du Lwalaba, très réputés pour la pêche, la fabrication de pirogues et des véritables piroguiers sur le Lwalaba, cette fine dorsale dans le noir de la forêt équatoriale, qui assuraient le transport fluvial dans le moyen Lwalaba. En remontant la Lugulu, ils ont conquis le bassin de  la rivière Lukigi, affluent de la rivière Ulindi plus en amont. C'est ainsi qu'on retrouve les Bizalugulu - Babundu dans le bassin de l'Ulindi supérieur.
Par des incursions successives, les migrants Balega établis à Kyangombe (Kingombe) vont poursuivre les précurseurs et remontent la rivière Ulindi (Lwindi), ces derniers vont être troublés par l'arrivée des nouveaux venus. C'est ainsi qu'ils vont les appeler du nom de Balobola. Le nom Balobola vient du verbe ulobola, qui signifie troubler, perturber. Un proverbe dit en effet: "Wanywa u si tumanye anga u tata uli ilobola", ce qui signifie: "Si tu bois en aval d'une rivière, tu ne sais pas si l'eau est troublée en amont". Dans ce proverbe le mot "ilobola" signifie trouble. Ils vont s'installer dans le bassin de la rivière Ulindi (Lwindi) d'abord dans la région de Matili et peu plus amont de la rivière Ulindi dans la région de Ngando. C'est de là qu'ils partiront pour s'installer dans la région du Bas-Zalya.
D'autres groupes de migrants Balega vont se faire les maîtres du pays en occupant tout le bassin de la rivière Lugulu et celui du moyen Ulindi  (Lwindi). Ils vont se considérer comme les enfants du terroir, Bana ba kisi (Bakisi). D'où provient le nom de la chefferie Bakisi. Les Bana ba kisi (Bakisi) seront émerveillés de rencontrer une autre population, à la confluence des bassins des rivières Ulindi (Lwindi) et Lowa, avec laquelle ils partageaient la même langue. Ce fut la rencontre de Bakisi de la direction migratoire occidentale avec les Bakano et les Bakonzo (Bakonjo) de la direction migratoire australe.
Dans l'histoire de migrations Lega, une règle était de coutume: lorsque le territoire clanique était suffisamment peuplé, le lignage des ainés du clan devrait aller à la conquête des terres neuves. C'est ainsi qu'on retrouve les mêmes noms de villages dans des régions éloignées. Cependant certaines colonnes étaient restées dans le moyen-Elila sous la direction d'un certain Ikama.
Signalons en passant que la tradition de l'histoire ethnique (qui lie l'histoire aux origines biologiques) soutient que Ikama est un des fils de Lega, l'ancêtre éponyme de Balega. Une autre légende considère qu'au centre du Bulega, le village de Kama fondé par les Bana-Ikama, les fils de Ikama et Ikama, un des fils de Lega serait un autre centre de dispersion migratoire du centre de Bulega.
Une autre légende soutient que les Bana-Ikama font partie du groupe de précurseurs qui avaient remonté la rivière Kama et peuplaient tout le bassin de cette rivière jusque dans la région de Kasanza. C'est ainsi qu'on leur a donné le nom de Bana-Ikama, les gens du pays de la rivière Kama ou tout simplement  Bana-Ikama Kasanza. D'autres Bana-Ikamavont s'installer dans le bassin de moyen-Elila et vont remonter le bassin de la basse Zalya. Cette immigration continue de  Bana-Ikama va renforcer l'assimilation culturelle Lega (legaisation) des populations autochtones qui étaient déjà peu assimilés par l'occupation massive du pays par des vagues de migrants précurseurs et éclaireurs Balega. En effet les migrants précurseurs avaient été précédés par les groupes des éclaireurs de migrations Lega. Les éclaireurs étaient constituaient des groupes Basimbi, Basango, Bamisungwe, Bashinda, Babungwe, Babumbi, Balinzi, Babuyaka, Bakanga, Bagezi (Bakeshi) et Balambo qui occupaient toute la région, les bassins des cours supérieures des rivières Ulindi et Elila. Ils ont peuplé toute la région du bassin de la rivière Kindi, affluent de l'Ulindi, jusqu'aux de Bushinda (Buzinda) au pied du massif Ngusa dans l'Itombwe. En réalité, la rivière Ulindi (Lwindi) avait donné son nom et une identité à un royaume et à un peuple: les Banyindu de Lwindi avec leur roi Na-Lwindi. Peu nombreux sur un territoire très vaste, les Banyindu furent assimilés par des migrants de plus en plus nombreux et qui ont confiné toutes les résistances autochtones dans les flancs du massif Itombwe, de Kasika jusqu'aux environs du lac Lungwe. Les deux populations (Balega et Banyindu) se connaissaient déjà depuis quelques siècles. Avec les alliances, les mariages et les brassages, les populations autochtones moins nombreuses furent assimilées fort culturellement aux Balega.
Par immigration continue durant des années, certains groupes de Bana-Ikama vont des échappées continues à la suite des précurseurs et vont s'installer dans les bassins de la rivière Zalya (les Baligi, Buse ou Bause, Banakagela de Bilembo) et de la rivière Ulindi (Banalyuba ou Banashuba, Bakila ou Bakyila (Bazila)/Bamulenga, Banamusange (Beiamusange),Bamulimba, Bamulinda de Mwenga ou Bamuhe de Lwindi).
Enfin d'autres groupes de Bana-Ikama Kasanza se sont essaimés dans cette région du bassin moyen-Elila, ce sont notamment les Banantandu, Babongolo, Bayoma, Bagunga, Banakyungu ou Bakyunga, Bakute,Bakinkalo, Bakabondo, Bakusa, Bagalia, Bakasila.
Certains groupes des immigrés Bambula déçus par leurs conquêtes dans le bassin de la Zalya et les querelles internes qui déchiraient les groupes dans ces terres neuves vont décider de rentrer dans la région de Kama au centre du Bulega. À peine traverser la rivière Kibi, les retournés Bashibugembe vont décider de s'installer sur les belles savanes verdoyantes de la région. Comme cette région est à proximité leur pays, les Bashibugembe ne feront pas un exode massif mais une série d'infiltrations. Au fur du temps et avec les mariages avec les autres clans de la région, ils vont devenir les Banamukika. Les Balimbikyi sous la conduite d'un certain Akyoka s'arrêteront aussi à mi-parcours dans les hauteurs bordant la plaine de Itutu 'ua Mubumbi, une des grandes notabilités de Bashimwenda ba Anya qui peuplent cette région du moyen-Elila. C'est pourquoi, on les appelle les Balimbikyi ba 'ua Akyoka pour les distinguer de leurs frères qui sont restés dans le bassin de la Zalya, les Balimbikyi ba 'ua Aulu. Par contre leurs cousins décisifs iront jusqu'au bout de leur révolution de la reconquête de la région de Kama. Au lieu d'atteindre Kama, ils vont occuper toute la région de Kalole, ce sont les Basitabyale du bassin du moyen-Elila.

##### La dispersion deLulimba (Lulinda)
La dispersion de Lulimba (Lulinda) vont se faire dans les bassins des cours inférieurs de l'Ulindi et de l'Elila. Les premières cataractes, tusala (pluriel de kasala), sur les deux rivières Ulindi et Elila obligèrent les derniers groupes de migrants Balega à se disperser dans ces  régions des cours inférieurs de l'Ulindi et de l'Elila. Il s'agit de Beia, Babene, Bakabango.

### La direction migratoire australe
Selon la tradition orale, le village Unda (Kunda) serait le centre de dispersion migratoire de Balega qui suivirent la direction migratoire australe des migrations de Balega. Le village Unda (Kunda) se trouve au Sud de Beni dans la région occidentale du massif Rwenzori ou Lunsolo (Runsoro) dans la tradition Lega. Le village Unda (Kunda) sera nommé plus tard par les Nande Kaswabalega, ce qui signifie en Kinande le lieu de la dispersion de Balega. La tradition Nande reconnait que le Bunande actuel est un ancien pays de  Balega. Le nom du village Kaswabalega est un des vestiges de l'existence d'un centre de migrations de Balega au Sud du  "Bulega ancien ou antique". La direction migratoire australe est la deuxième direction des migrations de Balega et la plus tardive. Elle part de l'autre bout du "Bulega ancien ou antique", du village Unda (Kunda), la région Sud du massif Rwenzori ou Lunsolo (Runsoro) dans la tradition Lega. De là partiront les migrations de Balega vers la direction Sud-Ouest de la région occidentale du Rwenzori pour s'enfoncer dans la forêt du bassin du Congo. Ils vont peupler les bassins de la Lowa supérieure et de la Lugulu supérieure. Il s'agit de Bakano du territoire de Walikale dans la province du Nord-Kivu et de Bakonzo (Bakonjo) du territoire de Shabunda dans la province du Sud-Kivu.
Au XVIIe siècle, les Balega avaient déjà occupé la région orientale du bassin du moyen Lwalaba et le Bulega atteignit déjà son expansion maximale, du Tata (Ntata), en amont des rivières Ulindi et Elila jusqu’au Malinga en aval de ces deux rivières où elles se jettent dans le Lwalaba, et le bassin de la cour supérieure de la rivière Lowa.

## Organisation politique
Le pays des Balega est  appelé Bulega, l’entité politique de Balega est appelée la Confédération de Balega car elle est personnalisée en tant que patrimoine commun de tous les clans Lega.

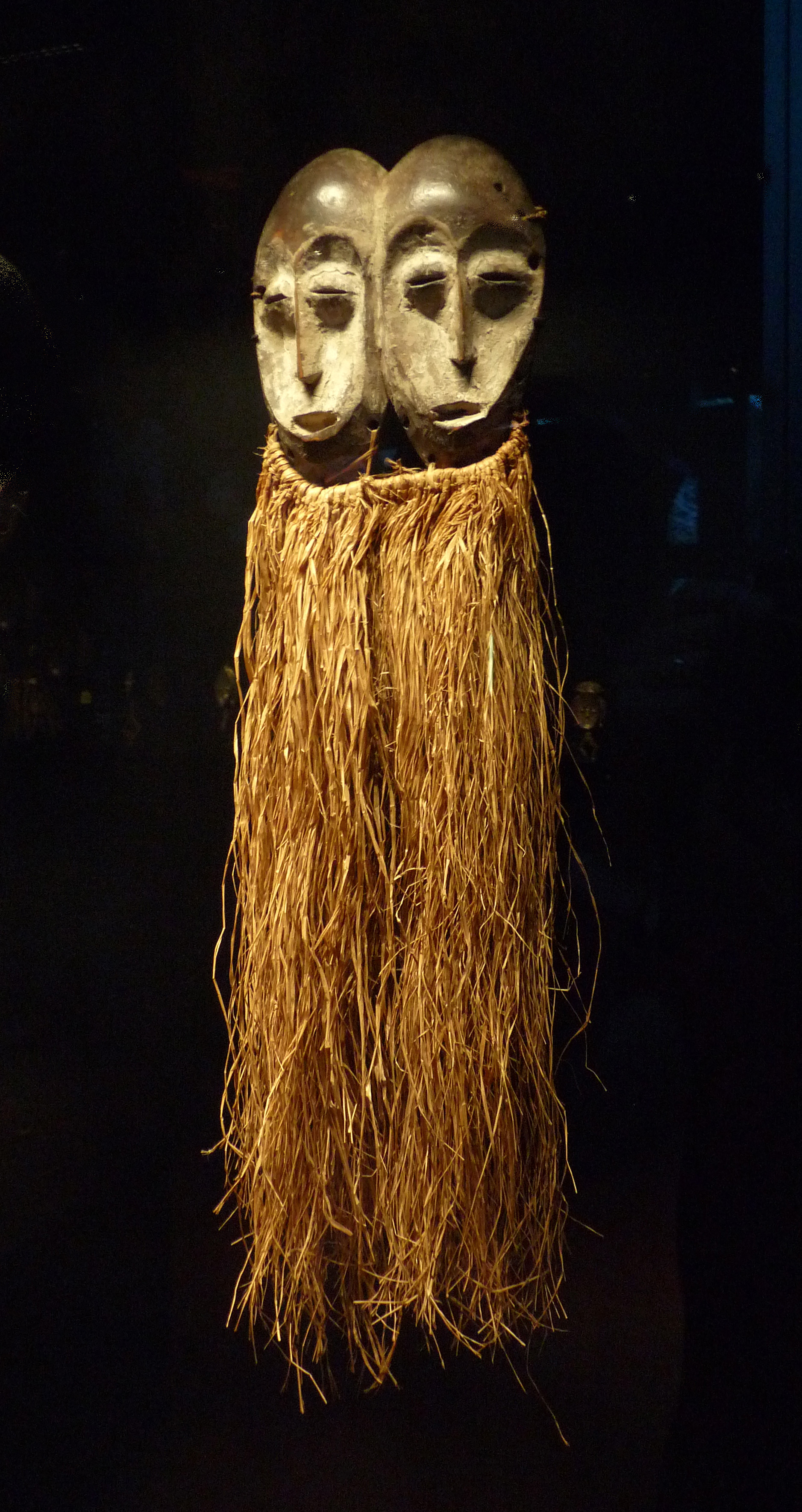
Masque à deux visages utilisé dans le contexte du bwami (musée du quai Branly)

Les Balega vivent dans la forêt tropicale de l'Est de la République démocratique du Congo. La société secrète du bwami occupe une place déterminante au sein de leur vie sociale et religieuse. Cette association initiatique comporte un certain nombre de grades strictement hiérarchisés et est en principe accessibles à chaque homme, ainsi qu'à son épouse. Les règles à observer pour passer d'un grade à l'autre du bwami deviennent de plus en plus exigeantes à mesure qu'on en gravit les échelons, ce qui explique que peu d'hommes accèdent aux positions les plus élevées. L'admission à un grade supérieur est en outre subordonnée à une longue préparation, ainsi qu'à une série d'initiations et d'évaluations. L'objectif de tout initié au bwami est d'observer un code de conduite morale idéal, c'est-à-dire bon, axé sur la vérité et spirituellement parfait. Pour les Lega, le bwami est l'ultime but de leur vie et toute leur production artistique est dédiée à cette puissante association.
La cohésion de la Confédération de Balega n'était pas liée à une unité de commandement ou une autorité personnalisée (roi ou empereur) mais  à une unité institutionnalisée à travers la communion du Bwami. La communion du Bwami est une institution socio-politique de Balega autour de laquelle se structure toute la société Lega. Les Bami (singulier : Mwami) sont les membres de la communion du Bwami  qui incarne le pouvoir social et politique de Balega. L'organisation politique de la Confédération de Balega est bâtie sur deux institutions politiques: la communion du Bwami et le pouvoir autonome territorial.

### La communion du Bwami
La confédération de Balega est la structure politique du Bulega dirigée par la communion du Bwami. Un proverbe Lega définit le Bwami Lega comme une communion dont la fonction est de diriger la société. Bwami lububi buli manda buli mashinga, ce qui signifie, le bwami est une communion Lega à la manière d’une liane qui fait le lien entre les deux bouts du pays. Le Bwami est né ou a été fondé dans le Bulega ancien pour s’épanouir et se développer dans le Bulega du bassin de moyen Congo. Le Bwami  est l’élément de cohésion et d’unité du peuple Lega. Il s’est développé sous différentes formes selon les régions du Bulega. Les différents visages du Bwami partage une compréhension, un enseignement et des offices d'une grande similitude avec un fort sentiment de se considérer les unes les autres comme les parties d'un seul Bwami. Le Bwami Lega est lié à l’esprit mythique de Kimbilikiti dont les actes cultuels sont célébrés dans le Kilega ancien et parfois dans les variantes langues régionales actuelles du Kilega.
La Bwami est une communion des conseils régionaux autonomes de Bami (membres de la communion de Bwami) sur le plan de l'organisation et de la discipline et intimement liés entre eux sur le plan doctrinal. Chacun des conseils régionaux est autocéphale, c’est-à-dire dirigé par sa propre assemblée habilitée à choisir son primat. Les conseils régionaux partagent tous des principes communs de politique et d’organisation sociale ainsi qu’une tradition initiatique commune. Outre les variations linguistiques, seules des traditions initiatiques mineures diffèrent en fonction des régions du Bulega. Les conseils régionaux de Bami sont présidés par des primats. Ces primats constituent l’autorité officielle, doctrinale et administrative la plus élevée. Il existe dans le Bwami Lega une hiérarchie selon les sept grades et une hiérarchie honorifique liée à l’histoire dynastique de Bami de certaines régions. La communion de Bwami exercent le pouvoir moral, spirituel, politique et diplomatique. Les activités et relations diplomatiques de la Confédération de Balega avec les peuples amis et frères relèvent de la compétence de la communion du Bwami.

### Le pouvoir autonome territorial
Le deuxième pouvoir de la confédération de Balega est le pouvoir autonome territorial. Le pouvoir autonome territorial peut être clanique ou de communion clanique. Le pouvoir autonome territorial est clanique lorsque le clan dispose d’un nombre suffisant de membres et d’un territoire d’exploitation suffisant pour tous les membres du clan. Le pouvoir autonome territorial est de communion clanique lorsque ce territoire appartient à plusieurs clans qui vivent ensemble dans la communion. Cette communion peut être liée aux origines communes, aux effets de guerres ou d’alliances et de proximité géographique. Le pouvoir  autonome territorial a une personnalité juridique reconnue par ses pairs ayant la même compétence et la région dont il dépend directement. Le pouvoir autonome territorial est appelé le pouvoir de chefs des terres ( Bene Isi, Nene Kisi). Le Mwene-Isi (Nene Kisi) peut ou ne pas être membre de la communion de Bwami. Le pouvoir de chef des terres est parental, patriarcal et héréditaire. Il n’est pas exclusif ou absolu car il est porté par le conseil du clan ou de la communion des clans. Les chefs des terres (Bene Isi, Nene Kisi) exercent le pouvoir politique, exécutif, judiciaire et législatif local.
Le pouvoir autonome territorial est le contre poids du pouvoir de la communion du Bwami et vice versa. Les deux pouvoirs sont intimement liés, souverainement indépendants et  juridiquement complémentaires. Ils sont complètement indépendants et choisissent leurs propres représentants au niveau local et régional, mais c’est la communion de Bwami qui assure l’unité de la confédération de Balega. Aucun conseil régional n'a pas plus d'autorité ni de droit juridictionnel sur  un autre. Les conseils régionaux dirigent toutefois collégialement, et par voie jurisprudentielle ils s’influencent mutuellement sous le regard bienveillant de la communion du Bwami.

## Culture

### Religion: ancestralisme

#### Monothéisme
L'ancestralisme est une religion fondée sur la croyance en l'existence des ancêtres, en la communion avec les ancêtres, d'une vie après la mort, des rapports entre les vivants et des morts, en la vie après la mort. L'ancestralisme africain est un monothéisme. Elle est fondée sur la croyance en un Seul Dieu, l'Ancêtre des ancêtres, le Proto-Ancêtre. Le vivant reçoit la vie de ses ancêtres biologiques connues et ces derniers le marquent d'une empreinte indélébile par la transmission de l'héritage génétique pour toute sa vie. C'est cet héritage qui pousse l'homme à rester lié à son origine et à ses ancêtres. C'est en suivant la voie de la transmission de la vie qu'on arrive à Dieu, l'Ancêtre des ancêtres, le Proto-Ancêtre, l'origine de l'être. Les ancêtres deviennent ainsi des intermédiaires entre les vivants et Dieu, l'Ancêtre des ancêtres, le Proto-Ancêtre. Les vivants lui rendent un culte à travers les ancêtres. Comme chaque famille a ses ancêtres, le culte des ancêtres est un culte familial célébré par le chef de famille. Le sacerdoce est une des fonctions patriarcales du chef de famille. L'ancestralisme est une religion essentiellement domestique, familiale, clanique en toute sa composition. Elle n'est pas de nature à s'exporter, elle n'est pas d'essence missionnaire. Elle est une religion ethnique ou nationale pour tout peuple.

#### Mystique
L'ancestralisme est vécue comme une mystique où la relation à Dieu est anthropocentrique. Cet anthropocentrisme est fondé sur la centralité de l’homme dans les rapports de l'homme avec Dieu, du monde visible avec le monde invisible. La croissance en humanité est le but ultime de toute quête spirituelle et religieuse. La croissance en humanité est un combat de toute la vie pour vaincre ses propres égoïsmes dans la construction d’un monde des frères. « Ibutwa i ungwa » dit un proverbe Lega ; ce qui signifie, la fraternité, ça se construit ! La vie n’est pas une quête de l’invisible mais une quête permanente de croissance en humanité tout en restant sur les traces de nos Pères. C'est pourquoi toute la vie est une initiation permanente au mystère de la vie à travers une institution initiatique, le Bwami.
Il n’y a pas de séparation entre le sacré et le profane, le monde visible et le monde invisible. Tous les éléments de l’univers sont en résonance : le monde de la nature n’est pas coupé de celui de l’homme. Celui de la surnature non plus. D’une part les forces spirituelles peuvent pénétrer de nombreux éléments de l’environnement. D’autre part, les défunts ne partent pas vers un monde lointain et inatteignable : ils sont présents au côté des vivants, les attaquent ou les protègent en même temps qu'ils en dépendent. Il doit donc y avoir unité entre le monde visible et celui de l’invisible. Mais aussi au sein de la société des vivants. L’unité peut ou non se confondre avec l’uniformité.
Il n'y a pas de paradis. Il n'y a ni ciel ni enfer. Il n'y a pas de foi en la résurrection des morts parce que les morts ne sont pas morts. Les morts changent de statut d'existence. La vie se termine ici bas car elle se définit comme existence dans la temporalité. Par contre l'existence va même au-delà du temps matériel. La résurrection des morts signifie revenir à la vie de vivants (corps et âme). Un proverbe Lega dit en effet: Lusakila (lusagila) a'uila (akwila) u namba, wa'ua (wakwa) taue (takuke), ce qui signifie, une feuille morte qui tombe d'une branche ne peut jamais y revenir.

#### La sépulture
Le Mabuu est une nécropole familiale où se trouvent des  ossuaires (têtes des Bami morts de la famille ). Cette nécropole signifie « enceinte sacrée »  où sont déposés les ossuaires d’une famille. Un ossuaire est un récipient (coffre, urne funéraire, reliquaire), une construction ou tout autre site destiné à accueillir des crânes humains ou autres ossements humains. Dans les villages Lega, on trouve des ossuaires sous la forme de sanctuaires, destinées à recevoir les ossements que l'on a exhumés des tombes des Bami d’un certain niveau. 
La sépulture est liée au statut de la personne : la sépulture ordinaire pour les non-initiés au Bwami, les Bakunda (Bagunda) et la sépulture spéciale pour les Bami ou membres de la société de Bwami. La sépulture ordinaire se fait d’une manière définitive au cimetière de droit commun (tubiso). La sépulture ordinaire se fait des rites dans un culte ouvert à tout le public. La sépulture spéciale pour les Bami ou membres de la société de Bwami ne se fait au cimetière de droit commun (tubiso) et se fait en deux  temps : d’abord dans sa case initiatique (qui est différente de la case à palabre) et on parle d’inhumation (ubisa mweko mw’itete), et ensuite après une année la récupération de crâne humain ou autres ossements humains du mwami défunt (ubisula ilumba), qui est considérée comme un deuxième temps de deuil. La sépulture spéciale se fait dans un culte ouvert à tout le public pour les rites communs et la suite du culte est réservée aux initiés de la caste de Bwami selon les catégories. 
Le Mabuu est familial. Il est créé et géré par la famille sous l'autorité publique (Bwami). Généralement implantés sur ou à proximité des villages, ils comportent les tombes individuelles, des ossuaires ou des arbres funéraires (bikowa, bigowa) qui  invitent au souvenir des défunts de la famille. C’est généralement un lieu de mémorial de la famille, du clan et parfois d’une région entière.

### Arts

#### Généralité sur l'art Lega
L'art Lega regorge d'un trésor historique, culturel varié. Une très grande diversité artistique y est constatée: la sculpture, le statuaire, la vannerie, le tissage, l'esthétique du corps, les armes blanches, ... Dans ces diverses catégories, l'art Lega regorge d'œuvres uniques en leurs genres, d'une richesse historique et artistique immense qui ont suscité de regards admiratifs et attentionnés des connaisseurs de l'art africain.
La sculpture taille des matériaux solides comme le bois (des espèces précieuses précises), l'ivoire, l'os, la corne et la pierre pour créer une pièce unique en une forme originale (masques, figurines, objets divers).
Le statuaire est une classe spécifique des maîtres de l'argile (babumbi), qui fabriquent des statues en argile (figurines de petite dimension). Le statuaire, maître de l'argile, travaille avec des techniques de la taille avec mise aux points.
La vannerie ou l'art de tresser les fibres végétales est très présente et utilisée pour des objets très variés: paniers, corbeilles, mandes, vans, meubles, nattes, .... La vannerie Lega utilise les fibres (dures et lisses), les tigettes, les feuilles de palmier (ibondo, ibila) et les herbes. Les fibres les plus utilisés sont la liane (lububi ou kekele en swahili), le kikusu, le mukala. Le tissage de raphia, lweku, est l'art emblématique de la vannerie Lega. Le raphia, lweku, est la fibre la plus chère et la plus préférée. La matière première de la vannerie est la fibre, la paille, feuilles de palmier, les tigettes, les roseaux, ...
L'esthétique du corps humain est aussi très diversifiée: esthétique de la tête (coiffure), esthétique dentaire, esthétique visuelle corporelle (tatouage).
La forge Lega a produits plusieurs outils qui présente la maîtrise d'une meilleure technique artistique du travail de fer,  'iuma (kyuma), cuivre, subi (nsubi), argent, ngonge, ... Les armes blanches étaient fabriquées avec beaucoup d'esthétique en fonction de leur usage. Au-delà des noms génériques  de chaque catégorie, il y a des noms propres liés à la fonction ou à la beauté. Le couteau, mwele est un nom générique. Il y a le mwele wa 'ialo, couteau de cuisine, mwele wa mbosho, couteau à deux tranchants, ... Il y a le rasoir, iubo. La lance, ishimo ou isimu est un nom générique. Il y a le pusu, lance large, ngaka, lance à pique ...

#### La sculpture
Dans une société où il n'y a pas de séparation entre le profane et le sacré, le spirituel et le temporel, où toute la vie de la société baigne dans le religieux, l'art est intimement liée à la spiritualité. Cependant il ne faut pas chercher le religieux ou le sacré partout car le sculpteur produit des meubles il ne faut pas y voir du religieux ou du sacré. Le sculpteur a produit une œuvre et l'usage en fera autre chose. Toute œuvre d'art a une finalité, un objectif. Il n'y a pas de l'art pour l'art. L’art Lega a la volonté de transmettre symboliquement des valeurs artistiques, sociales, morales, spirituelles et philosophiques. La sculpture Lega peut être classée parmi les catégories des ouvrages.
1° Une première catégorie est constituée de bikyeko (masques, statuettes, figurines…), qui servent de support didactique pour transmettre des leçons. Ces œuvres d'art servent de support pour une pédagogie de l'image. La société Lega est une société à initiation où les œuvres d'art sont utilisées comme support didactique dans toutes les séries d'initiations. Chaque œuvre d'art est un livre à décrypter, un code laissé par les ancêtres pour les générations futures. Les symboles servent aux hommes à s'exprimer et à communiquer entre eux, à transcrire et à conserver leur histoire, leurs préceptes juridiques, leurs devises et leurs pensées philosophiques. Tout message des ancêtres porte un sceau de sacralité, c'est pourquoi il n'est dévoilé qu'au cours d'une cérémonie à travers des rites selon un cérémonial précis. C'est cette cérémonie qu'on appelle Pala (Mpala). Les œuvres d'art de cette première catégorie sont des supports liés à des proverbes, des chants, des aphorismes, des danses et des mises en scène. Ce type d'apprentissage où l'image ou l'objet renvoie à une réalité exprimée à travers des proverbes, des dictons, des énigmes, des devinettes, des contes, des paraboles, ..., récités ou chantés, révèle les méthodes pédagogiques du Bwami. La pédagogie du Bwami est une pédagogie dynamique, participative et mystagogique (qui revient sur le mystère du grade auquel on a été initié). Le symbole et l'image sont au centre du langage initiatique et renferment des messages à décoder dont la connaissance appartient aux seuls initiés de l'institution du Bwami. Le Pala (Mpala) est un culte ouvert à tout public, c'est-à-dire dont certaines cérémonies sont ouvertes aux initiés et non-initiés.
2° Une deuxième catégorie est constituée des myambalo (ornements, objets de cultes…), qui sont des objets rituels, des insignes emblématiques et honorifiques utilisés lors des différentes séries d'initiations. Les objets rituels servent pour l'accomplissement d'un culte bien déterminé. Les insignes emblématiques et honorifiques  servent à identifier les membres de la société de Bwami selon leur grade et fonction. Ils sont utilisés pour certains cultes selon le calendrier et les célébrations liturgiques de la société Lega; selon le calendrier liturgique : mbalo (rites d'action de grâce pour la nouvelle lunaison), mwaa (rites de bénédiction de nouvelles récoltes), ubisula ilumba (rite de vénération de crâne)…; selon les lieux de culte: mango (autel de sacrifice domestique), mabuu (sanctuaire familial de reliques des crânes), ngombe (culte du village)…  
3° Une troisième catégorie est constituée des bitengya (clochettes, cymbales, trompettes et autres petits instruments de musique ...). Cette catégorie renferme tous les instruments de musique qu'on utilise pour accompagner les chants initiatiques. Ces instruments sont souvent décorés et ornés de sorte qu'ils deviennent des joyaux de l'art Lega. Ce sont les circonstances de l'utilisation de ces bitengya qui leur accordent une signification particulière dans le Pala (Mpala).
L'ancestralité est une religion qui n'a pas de clergé constitué en un corps. La fonction sacerdotale est une des fonctions patriarcales du chef de famille. L’art Lega est intimement lié aux rites initiatiques du Bwami, une société à caste où ce sont les classes supérieures qui dirigent l'institution. Les Bami, membre de l'association du Bwami, sont à la fois des maitres et des mystiques; c'est pourquoi leur personne attire admiration et fait peur, sert de modèle et est stigmatisé. Les Bami, chef de famille, exercent aussi la fonction sacerdotale dans leur famille. Les Bami de la classe de sacrificateur exerce la fonction sacerdotale d'une manière circonstancielle, il s'agit de Basombe, Bakyoka, Bimikya. L'art Lega est intimement lié aux cérémonies et rites initiatiques du Bwami, association hiérarchisée qui définit des rites permettant d'accéder à différents grades correspondant à des degrés de connaissance de plus en plus élevés. Les Lega sont réputés pour leurs sculptures, principalement en ivoire, en os et en bois. 
Différents styles ont été déterminés en fonction des régions géographiques. L’art Lega présente un style concave, la surface des sculptures est généralement en creux. Il se distingue des autres arts africains (Bembe, Dogon, Fang…) par la sobriété, la souplesse des lignes et l’économie des moyens utilisés. Le bois, l’os et l’ivoire sont les principales matières utilisées.
L’art Lega, et de façon générale l’art africain, a influencé les artistes occidentaux. Ce qui les a fasciné c’est ce détachement par rapport à la réalité, les arts africains font dominer la pensée. Le dynamisme est intérieur, il n’y a pas de représentation du mouvement mais une grande force se dégage de ces œuvres.

#### Les masques
Le mot imangungu (singulier) - bimangungu (pluriel) - signifie en français masque. Les masques Lega sont utilisés durant les rites initiatiques du bwami. Globalement les masques Lega se présentent sous deux formes: les grands masques et les petits masques. Les grands masques servent lors de certaines cérémonies pour voiler la face du porteur dans une incarnation d'un rôle bien précis lors d'une mise en scène durant les cérémonies initiatiques du bwami. Les petits masques sont portés sur les tempes, le front, l'arrière de la tête ou tenus en main. Ils peuvent être suspendus généralement sur le mutanga, dénommé La corde de la sagesse Lega par George Defour alignés ou entassés au sol. Les masques Lega se caractérisent surtout par la forme de leurs visages concave en forme de cœur.
Les masques sont des insignes de grade. Ils ne représentent pas un homme en particulier, mais l’homme dans son caractère universel. Les yeux ouverts et fendus, le nez vertical et fin, la bouche ouverte sont autant de caractéristiques  propres à l’art Lega. Les masques sont souvent enduits de kaolin. La simplicité des formes et la sobriété dans les lignes donnent à ces masques toutes leur force et leur beauté. Les types de masques les plus courants sont: le masque lukwakongo, le masque idimu, le masque lukungu.

##### Le masquelukwakongo
Le nom lukwakongo  est une expression Lega qui signifie, en français, "la mort rassemble" / "la mort fédère toutes les tendances". Par sa signification, ce masque renvoie à une célébration d'un culte en mémoire d'un défunts et des défunts. Tout Mulega aspire à devenir un ancêtre, c'est-à-dire une icône pour les générations postérieures. Le masque lukwakongo ne représente pas un ancêtre bien déterminé mais un ancêtre anonyme. L'ancêtre a été un ancien (plein d'expériences) par son âge, un savant (un connaisseur) de la science de son temps, un sage (une référence) de la société, une autorité (matérielle, spirituelle et politique), c'est pourquoi la société l'a gardé dans sa mémoire collective. La barbe du lukwakongo symbolise l'ancienneté (Bwaale ou Bwakale, Buulu ou Bukulu) et la sagesse (Itekesha) comme qualités du défunt. Le lukwakongo symbolise le mwami défunt classé parmi les sages de la société. C'est pourquoi il est associé à la mort et aux défunts.
Les masques lukwakongo, comme tout le contenu de masengo sont des propriétés individuelles des initiés ayant atteint le cinquième niveau (dans le Tata) et le sixième niveau (dans le malinga) du bwami. Les masques sont l'héritage des grands  initiés défunts dont ils évoquent le souvenir agréable, sans pour autant en être les portraits, L'idée la plus importante est que les défunts ne sont pas vraiment morts, mais survivent au travers des masques qu'ils ont laissés à leurs successeurs pour perpétuer les traditions. Les aphorismes qui leur sont associés et que les initiés prononcent au cours des rituels évoquent les principes moraux, spirituels et philosophiques du bwami. Les petits masques en bois ou Lukwakongo mesurent qu'une quinzaine de centimètres, ils ne sont donc pas portés directement sur le visage. Accrochés sur l'épaule, ce sont des symboles, des insignes. Ils appartiennent aux initiés d'un grade du Bwami. Durant les rituels, un type de masque plus grand était attaché à une barrière, entouré de petits masques lukwakongo signifier l'unité la cohésion des ancêtres dans l'au-delà.

##### Le masque idimu
Le masque idimu personnifiait alors le « Maître du pays entouré de ses enfants » et symbolisait l'unité et la cohésion des associations rituelles qui se regroupaient autour de lui. Le masque Idimu est en bois ou en ivoire, avec une des plus grandes mesures (22 cm). Il représente l'esthétique Lega avec ses formes harmonieuses. Les patines sont variées. Il constitue le symbole d'unité et de cohésion.

##### Le masque kayamba

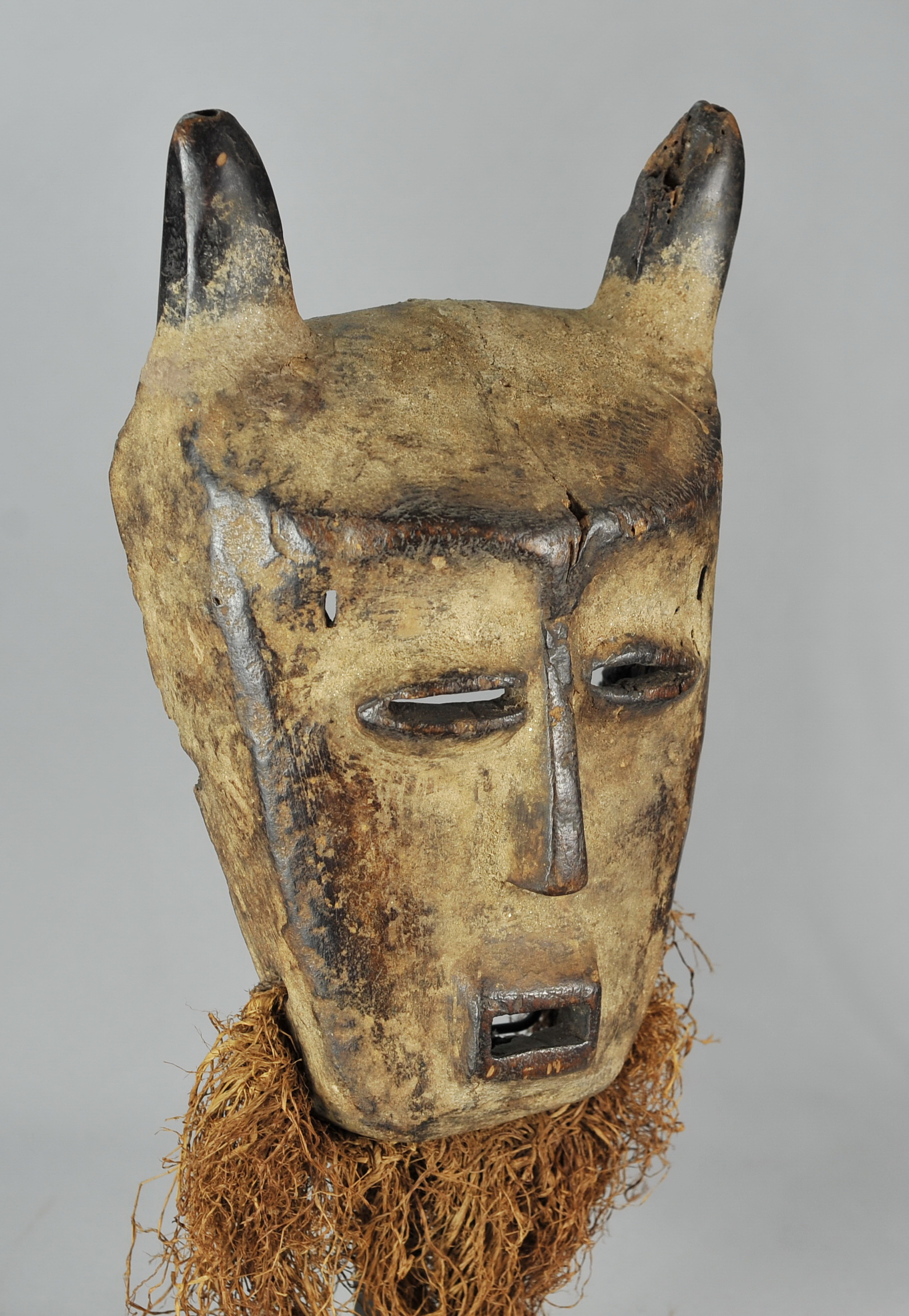
Masque Kayamba Lega

Le Masque Kayamba est facilement reconnaissable par les deux cornes sur le dessus. C'est un masque relativement rare, utilisé par les précepteurs lors des cérémonies de passage à l'âge adulte des jeunes garçons.

##### Le masque lukungu
Les Lukungu, masques en ivoire ou en os, sont encore plus petits. Pendant les rites du Kindi, ils sont enduits d'huile afin de leur donner une belle patine. Ils sont la propriété personnelle de membres du Kindi. L'usage qu'on en fait est assez inhabituel puisqu'ils sont exposés en rang, ou sur des barrières, encadrant un grand type de masque : un masque Idimu.

#### Les figurines
Les figurines d'ivoire iginga sont des objets utilisés lors des rites d'initiation du bwami; les initiés du grade ultime de cette association en étaient les détenteurs exclusifs. Ces figurines se transmettaient au sein de la famille, d'un parent proche ou lointain à un autre. Elles sont d'abord exposées sur la tombe du défunt durant une certaine période. C'est de cette manière qu'elles deviennent des objets consacrés, chargés d'une force vitale indéfinissable qui stimule et soutient leurs détenteurs légitimes. Elles représentent la mémoire des grands personnages intègres, garants du code moral et philosophique et forment le lien entre les générations qui se succèdent. Pour les Lega, les iginga sont des objets secrets et ne peuvent être utilisés ou vus dans un contexte autre qu'initiatique.

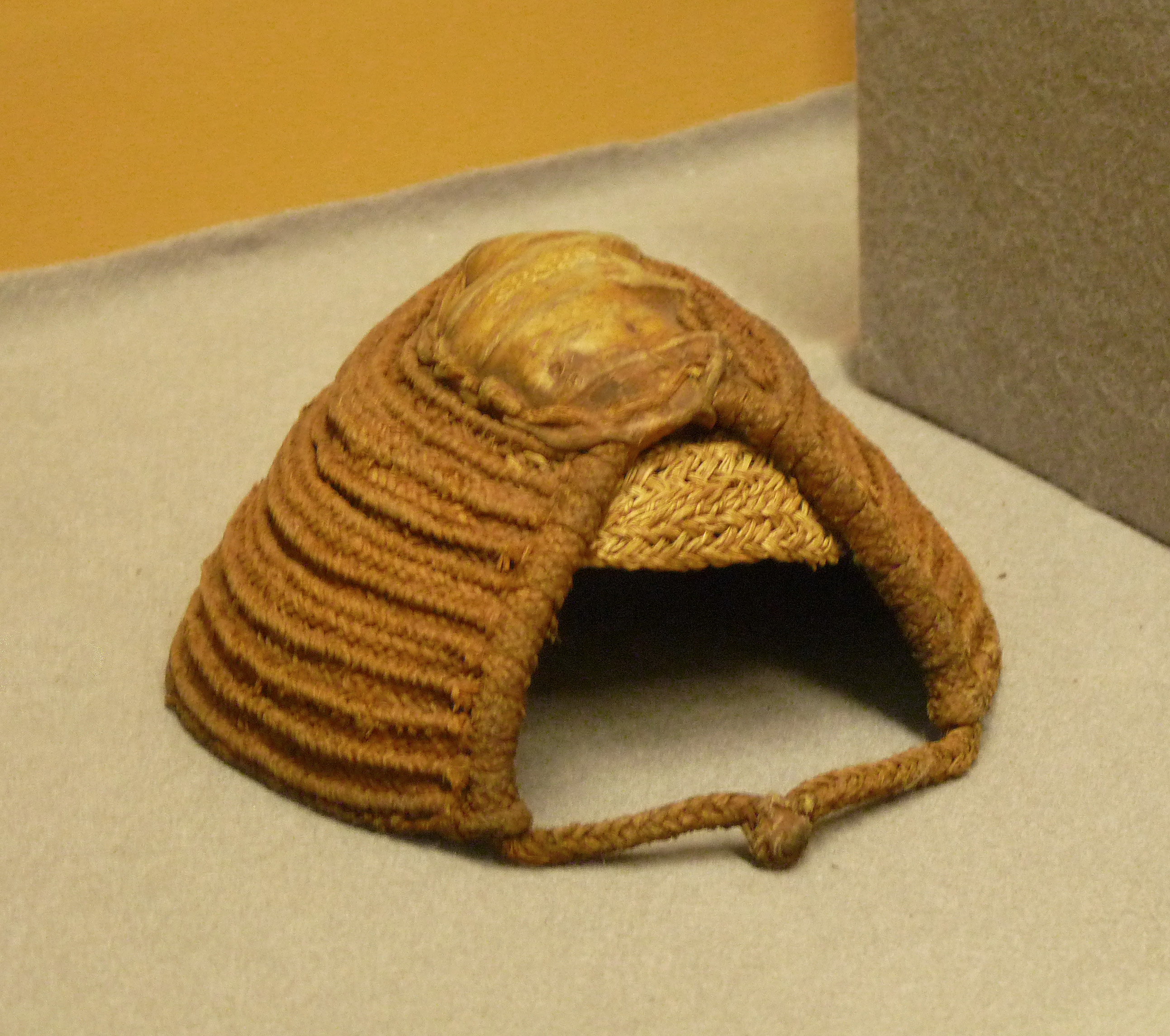
Coiffure Lega (République démocratique du Congo, Afrique centrale). Musée royal de l'Afrique centrale, Tervuren, Belgique.
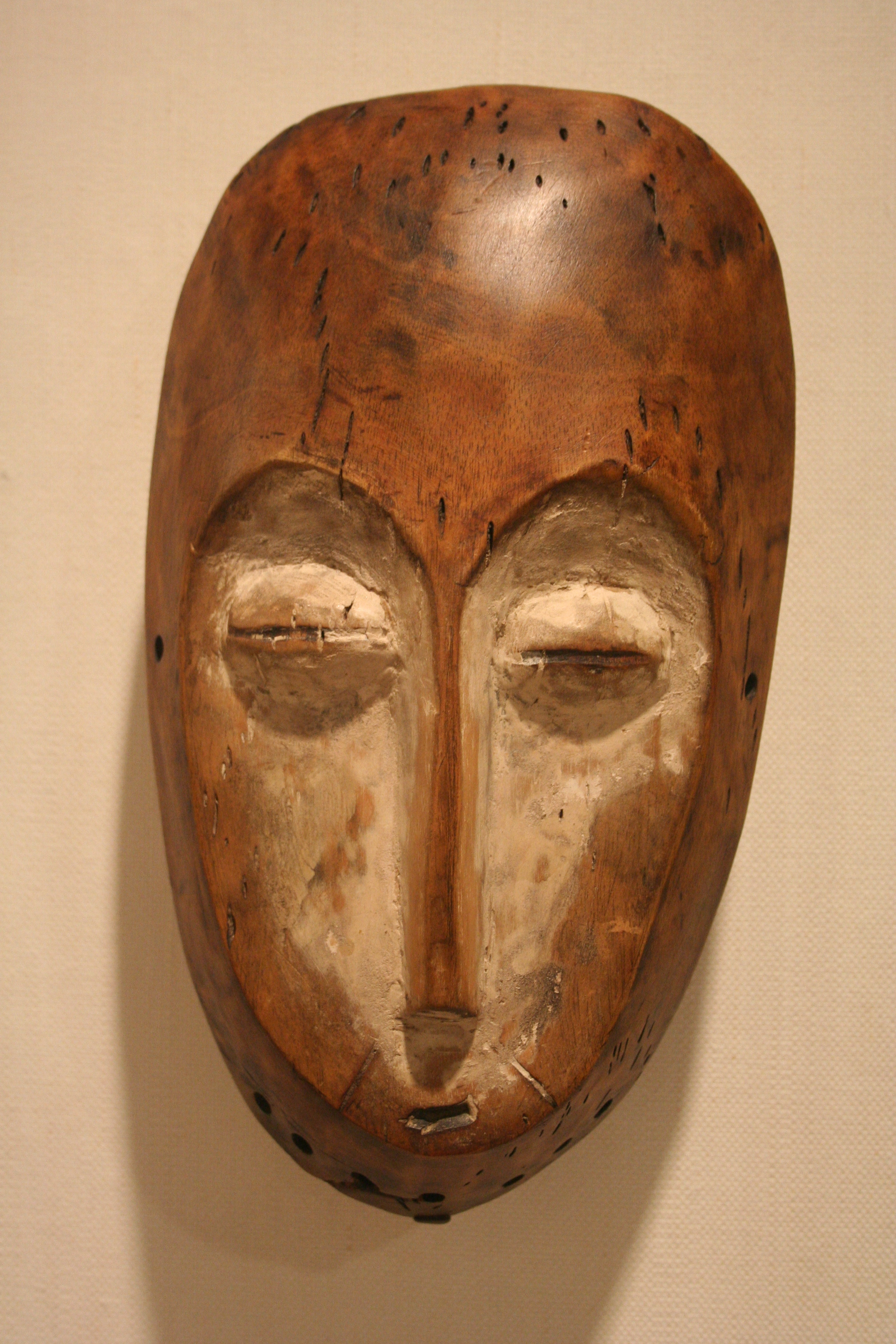
Masque ovale en bois
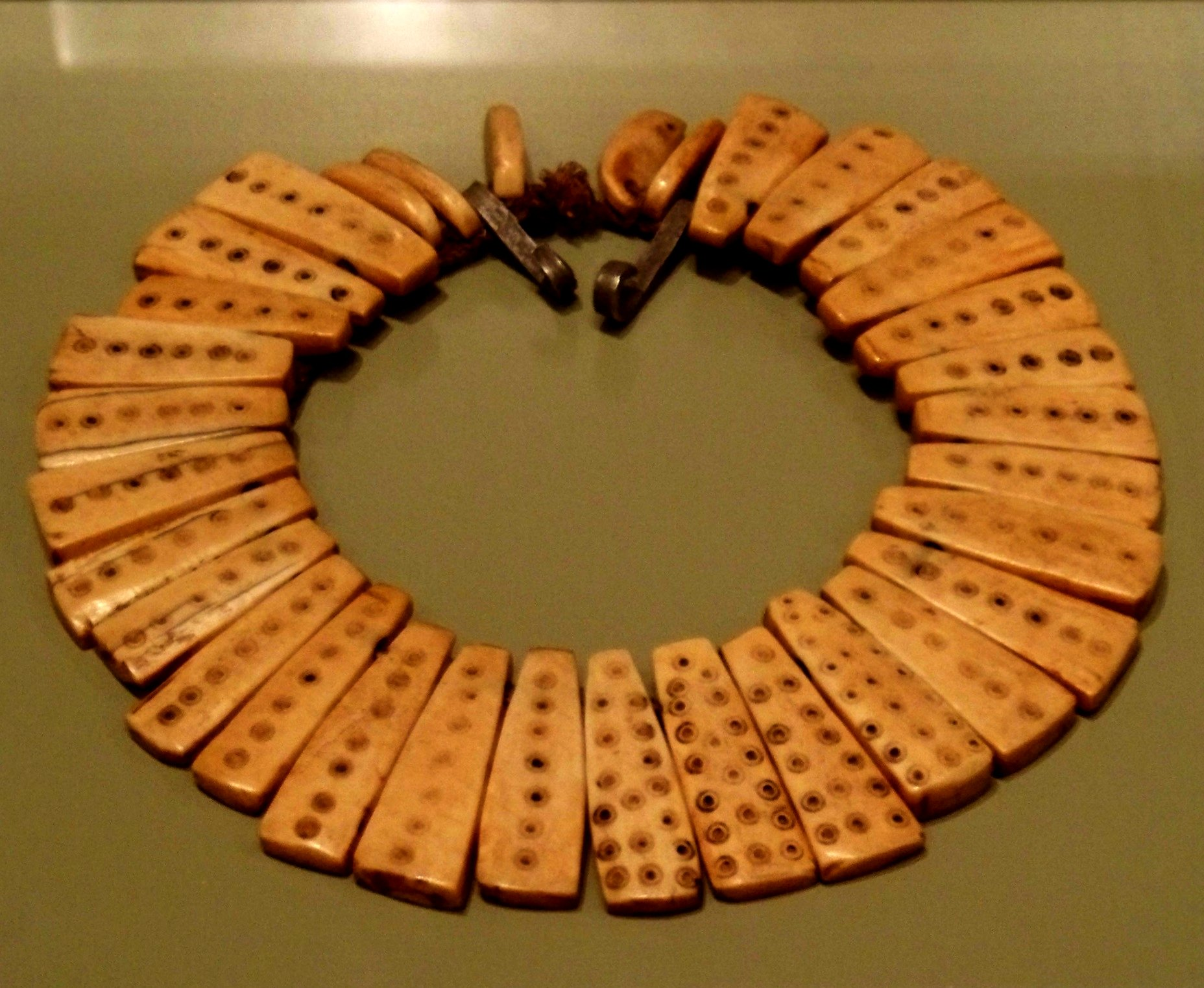
Collier en ivoire
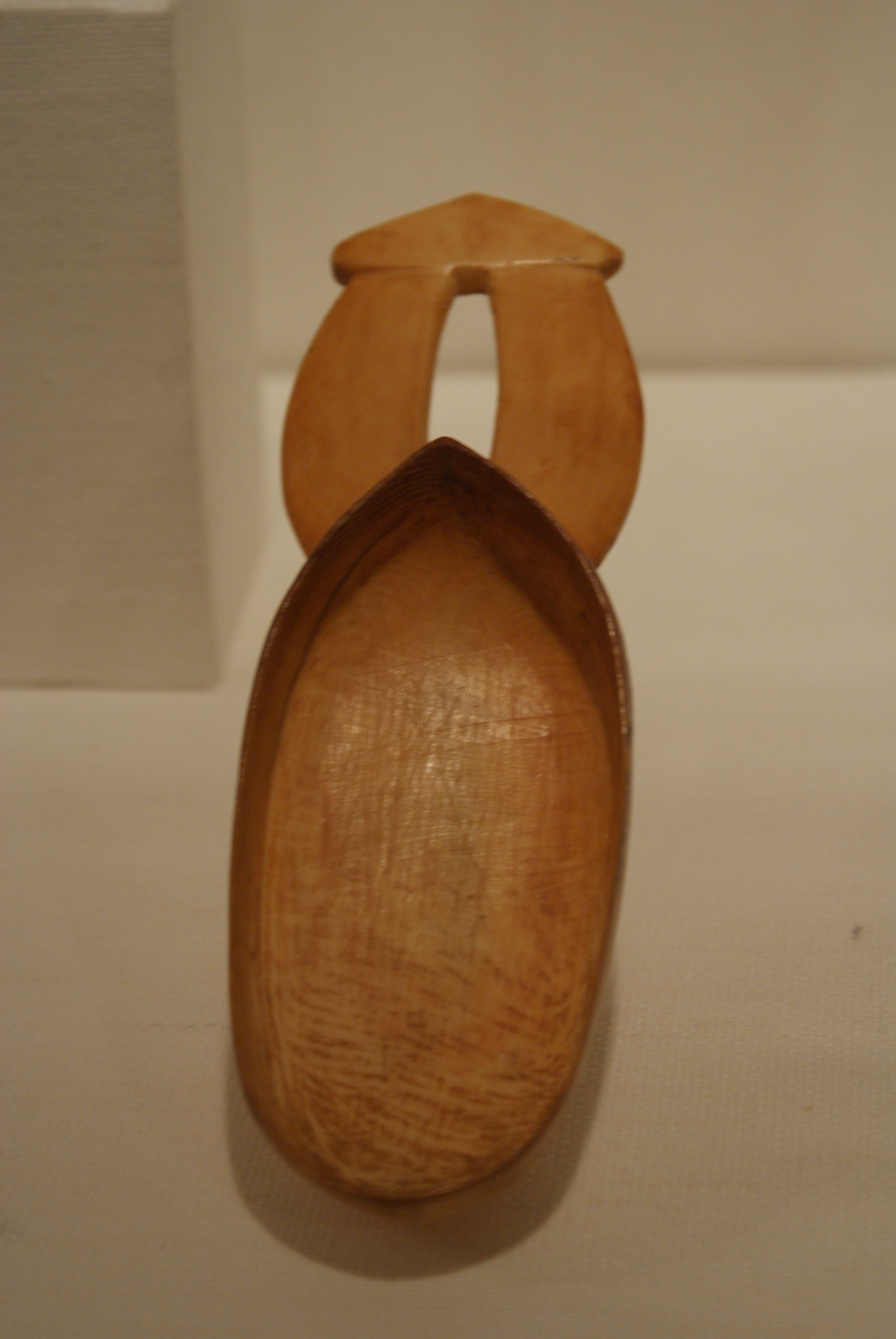
Cuillère en ivoire
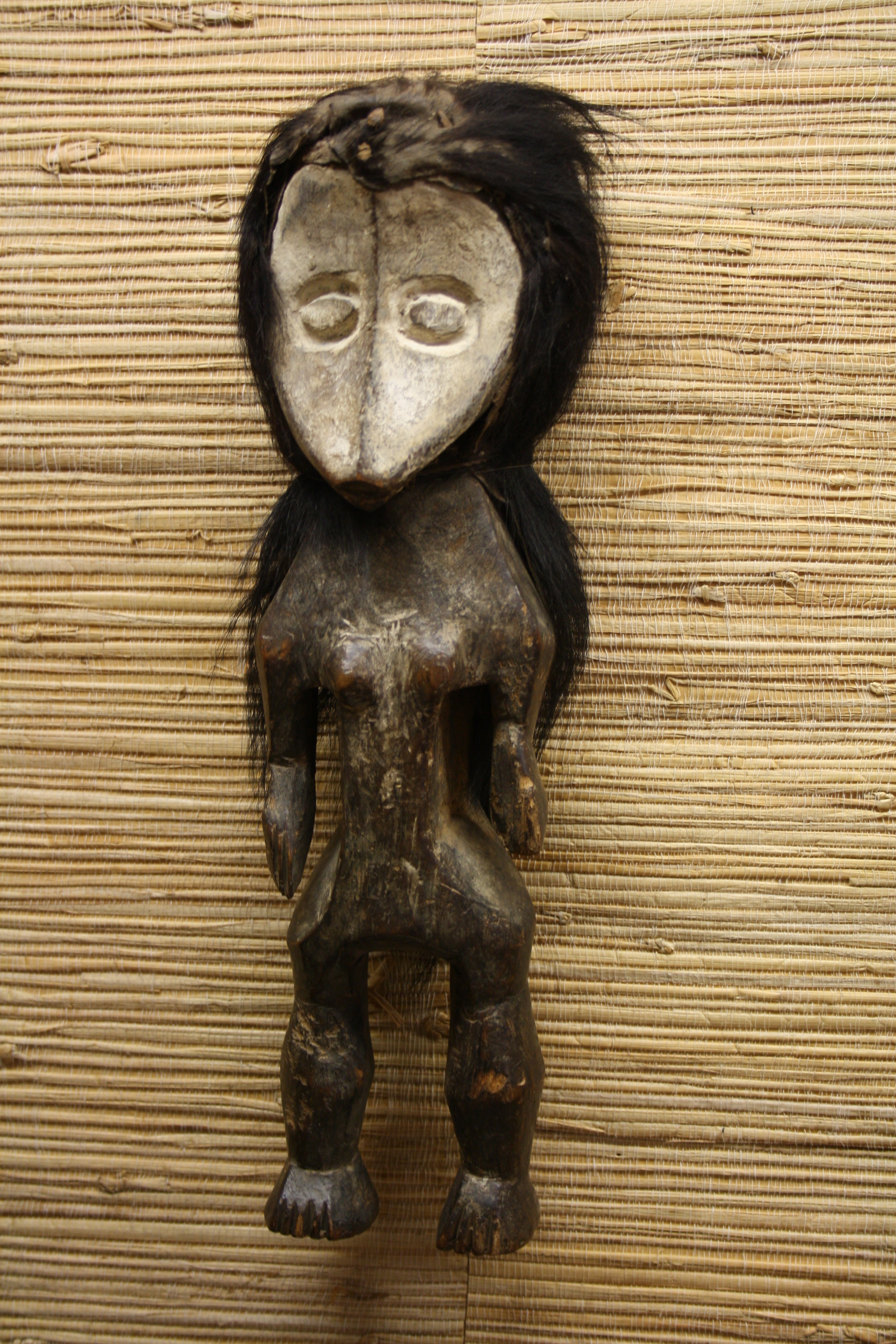
Symbole du bwame
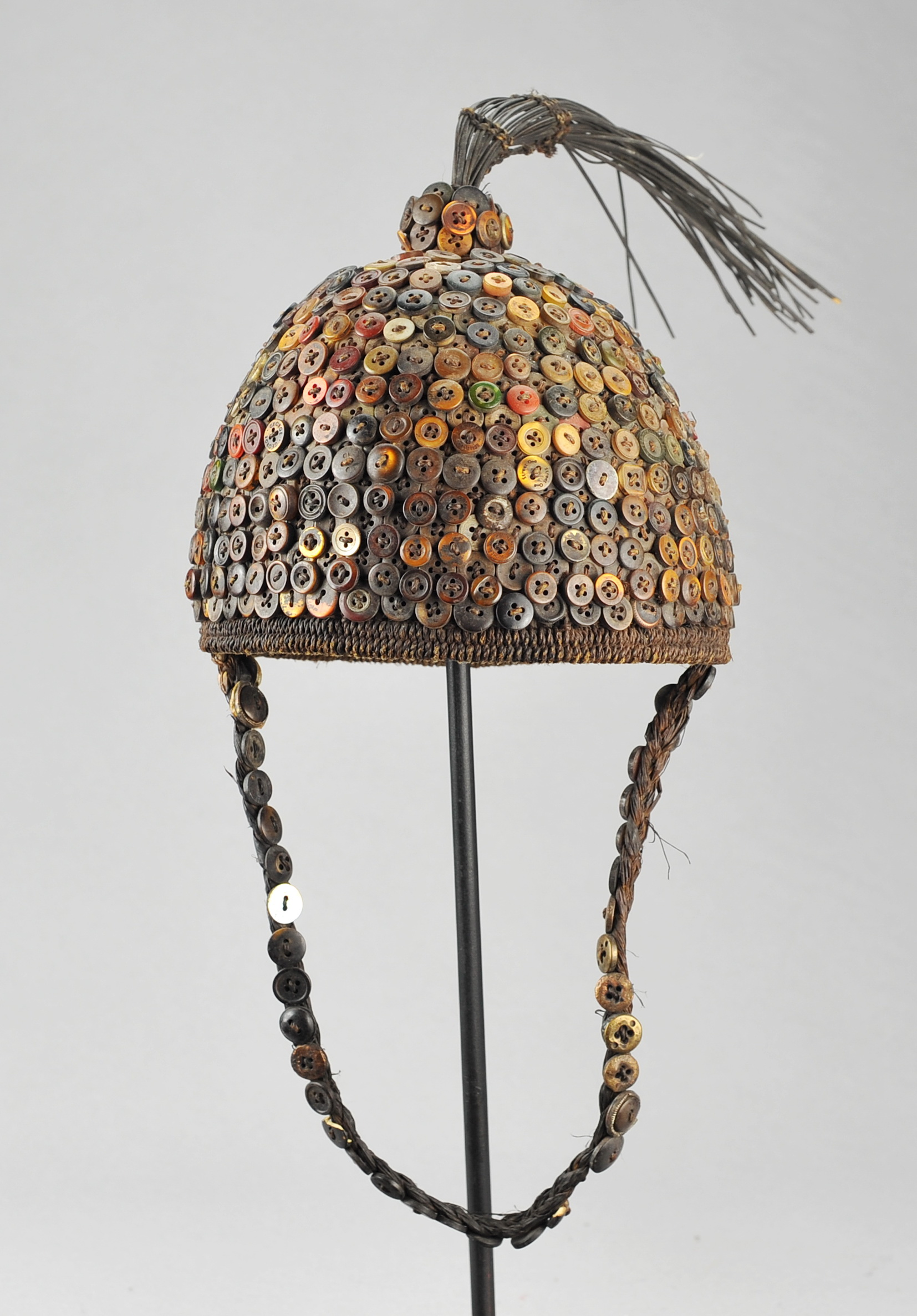

Photos 1 et 3 : ©The Royal Museum for Central Africa (Tervuren) - Roger Asselberghs
Photo 2 : Hugues Dubois in Ethics and Beauty LEGA in the Heart of Africa - Daniel P. Biebuyck

### Gastronomie

#### Inda (Kinda)
Le Inda (Kinda) ou Kindakinda est une pâte d'arachide que l'on peut présenter sous différentes variétés: asubulo (kasubulo), abalaka (kabalaka), munyengo, ishute.

#### Sombe
Le sombe ou butumba signifie feuille de manioc. Le sombe présente une variété multiple de cuisson: sombe wa mamba, sombe wa apumbwe… 

## Population et villes
Leur nombre est estimé à 200 000. Ce sont pour la plupart de petits fermiers.
Parmi leurs voisins les plus proches figurent les Bembe, Binja, Zimba, Songola, Komo, Shi et Nyanga.
Les principales villes sont: Kamituga (239 000 habitants), Shabunda (140 000 habitants), Kalima (115 000 habitants), Lugushwa (86 000 habitants), Mwenga (68 000 habitants), Lulingu-Tshionka (62 000 habitants).

## Langues
Ils parlent des langues bantoues désignées sous le nom de kilega.